# Alexandra Camenșcic
Alexandra Camenșcic (* 28. August 1988 in Criuleni, Rajon Criuleni, Moldauische SSR, Sowjetunion) ist eine ehemalige moldauische Biathletin und Skilangläuferin.

## Werdegang
Alexandra Camenșcic lebt in Chișinău und betrieb von 2007 bis 2015 Biathlon. Die Studentin wurde von Vasile Bejenariu trainiert. Sie bestritt ihre ersten internationalen Rennen 2007 im Rahmen des Junioren-Europacups. Hier verpasste sie in Bansko knapp Top-Ten-Resultate. Höhepunkte der ersten Saison wurden die Juniorenweltmeisterschaften 2008 in Ruhpolding und die Junioreneuropameisterschaften in Nové Město na Moravě. Hier konnte sie sich bei beiden Wettbewerben in all seinen Rennen um den Rang 60 platzieren. Bei den Sommerbiathlon-Weltmeisterschaften 2008 in der Haute-Maurienne trat sie ihre nennenswerte Ergebnisse bei den Juniorinnen an, nur in der Mixed-Staffel lief sie bei den Frauen und wurde mit Natalia Levcencova, Sergiu Balan und Victor Pînzaru Sechste. Die Juniorenweltmeisterschaften 2009 in Canmore brachten die Plätze 45 im Einzel sowie 47 in Sprint und Verfolgung.
Zur Saison 2008/09 rückte Camenșcic in den IBU-Cup der Frauen auf. Bei ihrem ersten Sprintrennen in Obertilliach wurde sie 75. Es sollte ihre schlechteste Saisonplatzierung bleiben. In Osrblie wurde die Moldauerin im Einzel 17. und im Sprint 15. und erreichte damit ihre besten Resultate in der Wettbewerbs-Serie. Saisonhöhepunkt wurden die Biathlon-Weltmeisterschaften 2009 in Pyeongchang. Bei den Welttitelkämpfen in Südkorea erreichte Camenșcic die Plätze 86 im Einzel und 90 im Sprint. Danach trat sie in Liberec auch einmal bei den Nordischen Skiweltmeisterschaften an und kam im Sprint auf den 85. Platz. Ihr bestes Ergebnis im Biathlon-Weltcup erreichte Camenșcic 2010 als 81. in einem Sprintrennen in Oberhof. Den 70. Platz holte sie im Skilanglauf bei den Olympischen Winterspielen 2010 in Vancouver über 10 km Freistil.
In den folgenden Jahren belegte Camenșcic bei den Biathlon-Weltmeisterschaften 2011 in Chanty-Mansijsk den 101. Platz im Sprint sowie den 89. Rang im Einzel, bei den Biathlon-Weltmeisterschaften 2012 in Ruhpolding den 110. Platz im Sprint sowie den 93. Rang im Einzel und bei den Biathlon-Weltmeisterschaften 2013 in Nové Město den 112. Platz im Sprint sowie den 109. Rang im Einzel. Zudem kam sie bei den Nordischen Skiweltmeisterschaften 2013 in Val di Fiemme auf den 94. Rang im Sprint und auf den 88. Platz über 10 km Freistil. Bei den Olympischen Winterspielen 2014 in Sotschi erreichte sie im Skilanglauf den 71. Platz über 10 km klassisch und den 84. Platz im Biathlon Sprint. In ihrer letzten Saison als aktive Sportlerin 2014/15 lief sie bei den Nordischen Skiweltmeisterschaften 2015 in Falun auf den 85. Platz im Sprint und nahm bei den Biathlon-Weltmeisterschaften 2015 in Kontiolahti am Sprintrennen teil, welches sie aber vorzeitig beendete.

## Weltcupstatistik
Die Tabelle zeigt alle Platzierungen (je nach Austragungsjahr einschließlich Olympische Spiele und Weltmeisterschaften).
- 1.–3. Platz: Anzahl der Podiumsplatzierungen
- Top 10: Anzahl der Platzierungen unter den ersten zehn (einschließlich Podium)
- Punkteränge: Anzahl der Platzierungen innerhalb der Punkteränge (einschließlich Podium und Top 10)
- Starts: Anzahl gelaufener Rennen in der jeweiligen Disziplin
- Staffel: inklusive Mixed- und Single-Mixed-Staffeln

| Platzierung         | Einzel | Sprint | Verfolgung | Massenstart | Staffel | Gesamt |
| ------------------- | ------ | ------ | ---------- | ----------- | ------- | ------ |
| 1. Platz            |        |        |            |             |         |        |
| 2. Platz            |        |        |            |             |         |        |
| 3. Platz            |        |        |            |             |         |        |
| Top 10              |        |        |            |             |         |        |
| Punkteränge         |        |        |            |             |         |        |
| Starts              | 8      | 11     |            |             |         | 19     |
| Stand: Karriereende |        |        |            |             |         |        |